# 黄因慧
黄因慧（1945年8月—），男，汉族，福建厦门人，中华人民共和国教育界人物，全国政协委员，南京航空航天大学教授、博士生导师。南京航空学院机械工程毕业。
加入中国致公党，担任致公党中央常委、江苏省委主委、江苏省政协副主席。2008年，当选第十一届全国政协委员，代表中国致公党，分入第十一组。